# Space Ace (игра)
Space Ace (рус. Космический ас) — компьютерная игра, выпущенная в 1984 году первоначально для аркадных игровых автоматов. Графическая составляющая игры создавалась анимационной студией Дона Блута при поддержке Cinematronics и Advanced Microcomputer Systems (позже переименованной в RDI Video Systems).
Игра была анонсирована в октябре 1983 (через четыре месяца после выхода Dragon's Lair) и выпущена весной 1984 на лазердисках.
По стилю и по геймплею игра очень похожа на Dragon's Lair. Для управления главным героем игрок использует джойстик и кнопку огня, которую нужно успевать нажимать в ключевые моменты анимационных сцен.

## Сюжет
Сюжет игры рассказывает о приключениях отважного героя Декстера, который предпочитает, чтобы его называли Асом (англ. Ace). Его задачей является остановить зловещего Командора Борфа, который хочет атаковать Землю с помощью своего лазерного оружия «Infanto Ray», который превращает людей в младенцев, тем самым сделав землян беспомощными против своей армии.
В самом начале игры злодею удается попасть этим лазером в главного героя, но эффект оружия применился не полностью, поэтому Декстер превратился только в подростка. Кроме того, Борф похищает помощницу Декстера Кимберли, которую также нужно найти и освободить.
В основном игрок проходит игру в подростковом обличии Декстера, тем не менее у него есть наручный гаджет «ENERGIZE», превращающий Декстера на некоторое время в свою взрослую версию, позволяя проходить игру в более геройской манере.

## Геймплей
Как и Dragon's Lair, Space Ace состоит из анимационных сцен, в которых игрок с помощью джойстика должен в нужном направлении и в нужный момент нажать кнопку огня. Если игрок делает всё правильно, то проигрывается отрывок анимации, в которой Декстер избегает надвигающуюся опасность, иначе проигрывается анимация игровой смерти и игра начинается заново.
В отличие от своей предшественницы, Space Ace вводит ряд улучшений. Во-первых, в игре имеется три уровня сложности, соответственно по возрастанию «Кадет», «Капитан» и «Космический ас», который влияет на количество проигрываемых анимационных сцен. Только на самом высоком уровне сложности можно увидеть все анимации игры. Некоторые игровые сцены позволяют игроку сделать выбор, например, выбрать левый или правый путь.
Во-вторых, некоторые сцены при появлении надписи «ENERGIZE» позволяют проходить их во взрослой версии Декстера, меняя тем самым все анимации: когда Декстер находится в своей уменьшенной версии, то обычно просто уворачивается от атак врагов или избегает столкновений с ними, тогда как в своей взрослой версии он обычно нападает на врагов, используя против них лазерный пистолет.

## Разработка
Анимационные сцены Space Ace создавались той же командой, которая разрабатывала Dragon's Lair во главе с бывшим аниматором студии Дисней Доном Блутом. Чтобы снизить затраты на производство, студия снова решила использовать свой персонал для озвучивания персонажей, а не нанимать профессиональных актёров, за исключением Майкла Рая, который исполнил роль рассказчика в начале игры. Сам Дон Блут озвучивает Командора Борфа с использованием электронной коррекции голоса. Вся анимация была создана ротоскопированием.
Игра поставлялась в двух форматах. В первом варианте поставлялся новый аркадный автомат с установленной игрой. Во втором варианте поставлялся комплект для переоборудования существующих автоматов Dragon's Lair, благодаря чему уже существующие автоматы можно было приспособить под новую игру.
В дальнейшем игра была портирована на множество платформ.

## Отзывы
В целом игра была встречена критиками хорошо. Так, четыре обозревателя Electronic Gaming Monthly поставили среднюю оценку 7,75 из 10 для CD-i версии игры, назвав её идеальным портом, но также отметив её низкую реиграбельность.
В своем обзоре GamePro поставил версии игры для Sega CD оценку 3,9 из 5, отметив в качестве недостатка размытие цветов на этой платформе, но похвалив сюжет, озвучку и музыку, заключив что Space Ace отлично подходит игрокам, которым понравилась Dragon's Lair, и всем любителям анимации.
Entertainment Weekly поставили игре B-, похвалив потрясающую анимацию Дона Блута и забавный сюжет, но отметив как недостаток очень сложные тайминги, которые могут разочаровать многих игроков и побудить их превратить диск с игрой во фрисби.
Среди резко негативных отзывов можно отметить обзор издания Next Generation для PC версии, которое поставило игре оценку 2 из 5 из-за очень ограниченного геймплея: «Единственный способ пройти любой из 13 этапов игры это проходить его снова и снова, пока не доведете ваши реакции до автоматизма». «Вы несомненно можете научить делать то же самое и обезьяну», — отметили они.